# Anomopsocus amabilis
Anomopsocus amabilis är en insektsart som först beskrevs av Walsh 1862.  Anomopsocus amabilis ingår i släktet Anomopsocus och familjen kviststövsländor. Inga underarter finns listade i Catalogue of Life.